# Nobiltà Contemporanea

## Nobiltà contemporanea
La nobiltà contemporanea indica l’insieme delle famiglie e degli individui che discendono da casate aristocratiche storiche e che, pur vivendo nell’epoca moderna e contemporanea, conservano titoli, tradizioni e in alcuni casi privilegi riconosciuti.  
Dopo la fine dell’Ancien Régime e l’abolizione dei privilegi feudali in gran parte d’Europa tra XVIII e XIX secolo, la nobiltà ha progressivamente perso il ruolo politico e istituzionale che ricopriva nell’età medievale e moderna. Tuttavia, in diversi Paesi, essa mantiene tuttora una funzione culturale, sociale e, in certi contesti, anche giuridici.

## Storia
Con la Rivoluzione francese (1789) si affermò il principio dell’uguaglianza giuridica tra cittadini, che portò alla soppressione dei privilegi nobiliari. Nel XIX secolo, anche nei restanti Stati europei, le monarchie costituzionali e le repubbliche abolirono progressivamente i diritti feudali, pur conservando in alcuni casi il riconoscimento dei titoli come onorificenze.  
Nel Regno d’Italia, lo Statuto Albertino riconosceva la nobiltà e le sue gerarchie. Tuttavia, con la nascita della Repubblica italiana (1946) e l’entrata in vigore della Costituzione del 1948, i titoli nobiliari cessarono di avere rilevanza legale.  
In altri Paesi europei, come la Spagna, la Gran Bretagna o la Germania (prima della proclamazione della Repubblica di Weimar nel 1919), i titoli sono rimasti parte integrante della vita politica o della tradizione sociale per periodi più lunghi.                                

## Situazione attuale
La condizione della nobiltà oggi varia notevolmente da Stato a Stato:
- Italia: i titoli nobiliari non hanno più riconoscimento giuridico dal 1948, ma continuano a essere usati in ambito privato, genealogico e cerimoniale. Alcune associazioni araldiche e genealogiche custodiscono registri e alberi genealogici.
- Francia: i titoli furono aboliti ufficialmente dalla Rivoluzione, ma alcuni furono successivamente "riconosciuti" a titolo onorifico da Napoleone o dai sovrani restaurati. Oggi hanno esclusivamente valore sociale e culturale.
- Regno Unito: i titoli nobiliari (duchi, marchesi, conti, visconti e baroni) fanno parte del sistema onorifico nazionale. Alcuni pari di diritto (hereditary peers) e life peers hanno accesso alla Camera dei Lord.
- Spagna: i titoli nobiliari, riconosciuti legalmente, possono essere trasmessi ed ereditati. Alcuni titoli prestigiosi, come quello di Grande di Spagna, mantengono ancora oggi un significato sociale rilevante.
- Germania: la Costituzione di Weimar (1919) abolì i privilegi nobiliari, ma permise che i titoli diventassero parte integrante del cognome (es. von, zu).
- Paesi extraeuropei: in alcuni Stati extraeuropei di tradizione monarchica (es. Giappone con il sistema kazoku abolito nel 1947, o la Thailandia) sono esistiti sistemi nobiliari fino all’età contemporanea.

## Nobiltà e società
Oggi la nobiltà non riveste più un ruolo politico diretto, ma conserva una certa influenza culturale e simbolica. Molte famiglie aristocratiche mantengono il possesso e la gestione di dimore storiche, castelli e palazzi, che spesso vengono aperti al pubblico e contribuiscono alla valorizzazione del patrimonio culturale.  
Gli aristocratici sono talvolta impegnati in:  
- attività filantropiche e benefiche;
- tutela delle arti e del mecenatismo;
- organizzazione di eventi culturali e cerimoniali;
- rappresentanza in istituzioni storiche, come ordini cavallereschi o fondazioni culturali.

In alcuni Paesi, la nobiltà rimane un elemento di distinzione sociale, mentre in altri si è trasformata in un fenomeno principalmente culturale e simbolico, studiato da storici, genealogisti e sociologi.

### Critiche e dibattito
Il ruolo della nobiltà contemporanea è oggetto di dibattito:  
- da un lato, vi è chi la considera un retaggio del passato, privo di reale utilità nella società democratica;
- dall’altro, c’è chi la interpreta come un aspetto importante della storia e della memoria collettiva, nonché una risorsa per la conservazione del patrimonio storico-artistico.

Alcune critiche riguardano il rischio di idealizzare un modello sociale ormai superato, mentre i sostenitori ne sottolineano il contributo nella tutela delle tradizioni e nella valorizzazione della cultura europea.